# Rift del Bahr al-Arab

Rifts in Sudan e Kenya

Il rift del Bahr al-Arab è un'importante formazione geologica del Sudan sudoccidentale.
Il rift  del Bahr al-Arab (fiume degli Arabi) è costituito dalla depressione (graben) di Baggara, tra la Repubblica Centrafricana e le Montagne di Nuba a est, e la vasta regione paludosa del Sudd a meridione. 
Il rift termina a nord con i depositi del Mesozoico a sud del Duomo del Darfur. La fossa di Babanusa mostra una estesa fagliazione che aumenta andando verso sud e raggiunge una profondità di 5 km presso i campi petroliferi Unity oil field e di 11 km a sud dei campi petroliferi di Bentiu.